# 潛在威脅天體
潛在危險天體（英語：Potentially hazardous object，縮寫：PHO）是指軌道有撞擊地球的可能，且其大小足以對地球造成全球或局部區域重大損害的近地天體  －無論是小行星或彗星。

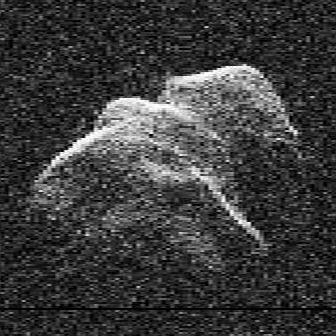
(4179) 圖塔蒂斯被列為是有潛在危險的近地小行星，但它其實並不會對地球直接構成威脅。（金石深太空通訊複合體在1996年拍攝的雷達影像）。

多數這類天體是潛在危險小行星（Potentially hazardous asteroids，PHAs），其定義為與地球的最小軌道交點距離少於0.05天文單位（19.5月距），並且絕對星等亮達22等或更亮。截至2018年10月，已知的潛在危險小行星的數量是1,951顆（約占近地小天體的11%），估計其中157顆的直徑超過1公里（參見大的潛在危險小行星）。發現的PHAs大多數是阿波羅小行星（1,601顆），少數是阿登型小行星（169顆）。
如果一顆潛在危險天體的軌道能相當精確的測定，那麼可以知道他在100年或更長的時間內會不會對地球造成威脅。哨兵風險表列出了在未來100年內可能具有撞擊或危害地球的潛在危險小行星。隨著已知軌道的分歧越來越大，通常只能預測潛在危險小天體在數百年內的威脅性。經過幾次的巡天測量，已知的潛在危險天體數量已經比20世紀90年代增加了10倍（參見統計表）。小行星中心的網站也公布了這些"潛在危險小行星清單"的詳細資訊。

## 回顧
在2008年10月初，NASA已經有發現了982顆潛在威脅小行星 (PHAs) 和65顆潛在威脅彗星 (Potentially Hazardous Comets，PHCs)。在2011年8月已經有1245顆潛在威脅小行星。林肯近地小行星研究小組和卡特林那巡天系統仍在發現更多的潛在威脅天體。每一個發現都是通過不同方法的研究，包括光學、紅外線和雷達的觀測，以及測量它們的特性，比如大小、成份、自轉狀態、(更)精確的軌道。專業和業餘的天文學家都能進行這種測量。
當一顆小行星接近行星或衛星時，它將受到引力攝動的支配，從而變更它自己的軌道，從先前絲毫不具威脅改變成為潛在威脅，反之亦然。這反映出了太陽系的動力學特性。
巴勒莫撞擊危險指數和杜林危險指數用於測定潛在威脅天體的威脅程度。

## 外部連結
- Sentry Risk Table (current)（页面存档备份，存于） (NASA NEO Program)
- Very Close Approaches (<0.01 AU) of PHAs to Earth 1900-2200 （页面存档备份，存于）
- TECA Table of Asteroids Next Closest Approaches to the Earth （页面存档备份，存于）, Sormano Astronomical Observatory
- MBPL - Minor Body Priority List (PHA Asteroids) （页面存档备份，存于）, Sormano Astronomical Observatory
- Responding to the Threat of Potentially-Hazardous Near Earth Objects （页面存档备份，存于） (PDF)
- Risk of comet hitting Earth is greater than previously thought, say researchers （页面存档备份，存于）, The Guardian, 22 December 2015
- Conversion of Absolute Magnitude to Diameter （页面存档备份，存于）, Minor Planet Center